# Frontière entre l'Afghanistan et le Turkménistan
La frontière entre l'Afghanistan et le Turkménistan est la frontière séparant l'Afghanistan et le Turkménistan.